# هنری نامفی
هنری نامفی (انگلیسی: Henri Namphy; زاده ۲ نوامبر ۱۹۳۲ – درگذشته ۲۶ ژوئن ۲۰۱۸) سیاستمدار، و پرسنل نظامی اهل هائیتی بود. وی دو بار از ۷ فوریه ۱۹۸۶ تا ۷ فوریه ۱۹۸۸ و سپس از ۲۰ ژوئن ۱۹۸۸ تا ۱۷ سپتامبر ۱۹۸۸ رئیس‌جمهور این کشور بود.
هنری نامفی در ۲۶ ژوئن ۲۰۱۸، در سن ۸۵ سالگی بر اثر سرطان ریه درگذشت.